# Cordyline australis
Cordyline australis (Engels: cabbage tree of cabbage-palm, Maori: tī kōuka) is een soort uit de aspergefamilie (Asparagaceae). 
Het is een palmachtige boom met een rechtopstaande stam die zich vertakt. De stam en takken zijn bedekt met een ruwe schors. Aan de uiteinden van deze vertakkingen groeien bosjes taaie lange smalle puntige bladeren en trossen met kleine witte bloemen. De bladeren zijn 30 tot 100 centimeter lang, die alleen licht spits toelopen aan de basis. Dode bladeren vormen hangen vaak naar beneden rond de takken. De vruchtjes zijn klein en witkleurig.
De soort komt voor in Nieuw-Zeeland. Hij groeit daar op het Noordereiland, het Zuidereiland en het ten zuiden van het Zuidereiland gelegen Stewarteiland. De boom komt wijdverspreid en algemeen voor van kust- tot bergbossen. Hij wordt meestal aangetroffen op alluviale terrassen in oeverbossen.